# موریس کارنو
موریس کارنو (به انگلیسی: Maurice Karnaugh) زاده ۱۹۲۴ فیزیکدان آمریکایی و مبدع جدول کارنو است. وی عضو پیوسته آی‌تریپل‌ئی می‌باشد.